# Awwams tempel
Awwams tempel eller Mahram Bilqis, var ett tempel i Awwam vid Ma'rib i Jemen, tillägnat månguden Almaqah, som var en av de mest vördade gudarna i kungariket Saba. 
Helgedomen var en pilgrimsort i antikens Arabien, och nämns 600 f.Kr. 
Vid templet finns också en begravningsplats från 600 f.Kr. 
Utgrävningar gjordes 1951–1952 av American Foundation for the Study of Man under ledning av Wendell Philips.
Det blev 2023 utnämnt till ett världsarv av UNESCO.

## Galleri

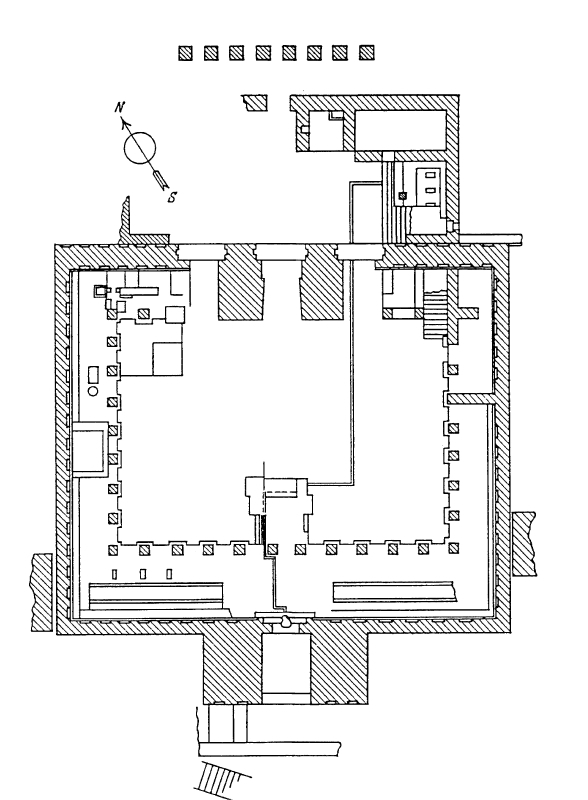
Plan över templet.
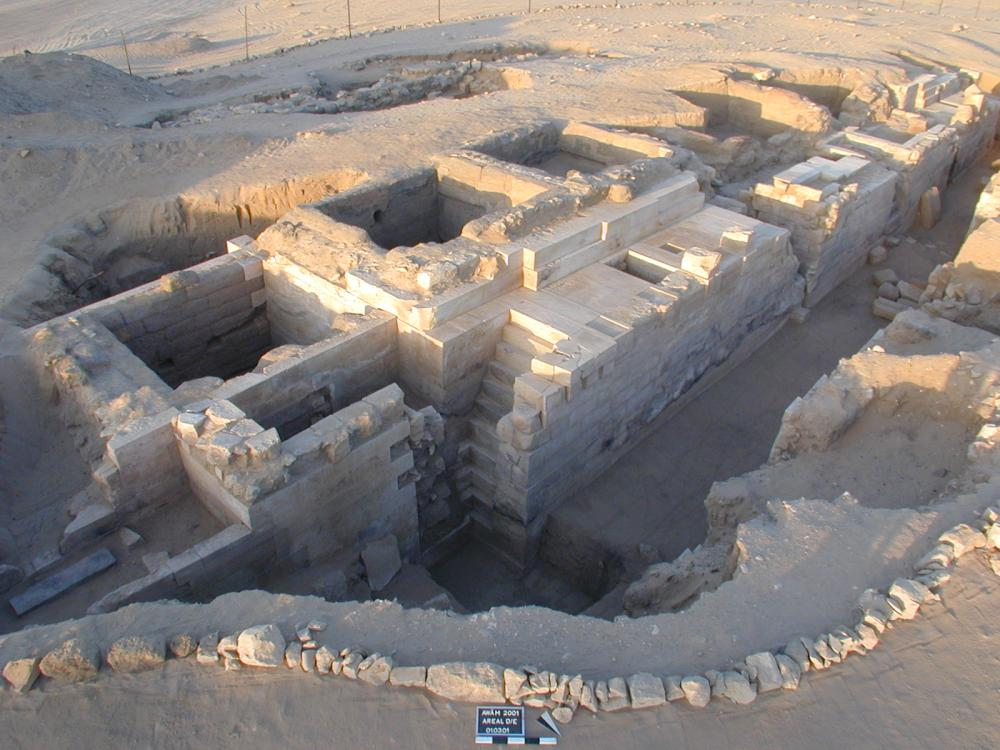
Gravar från templets gravplats.